# Mason (Teksas)
Mason – miasto w Stanach Zjednoczonych, w stanie Teksas, w hrabstwie Mason. W 2000 roku liczyło 2 134 mieszkańców.